# Desmochaeta alternifolia
Desmochaeta alternifolia är en amarantväxtart som först beskrevs av Carl von Linné, och fick sitt nu gällande namn av Dc. Desmochaeta alternifolia ingår i släktet Desmochaeta och familjen amarantväxter. Inga underarter finns listade i Catalogue of Life.